# Point chaud (physique)
En physique, un point chaud est l'endroit où la température est particulièrement élevée par rapport à ce qui l'entoure.

## Moteur thermique
Selon le type de moteur, un point chaud peut être volontaire ou indésirable :
moteur Dieselafin de faciliter le démarrage, surtout par temps froid, la bougie de préchauffage crée un « point chaud », en haut du cylindre, avec une température suffisamment élevée pour enflammer le mélange gazeux (fuel vaporisé + air).
moteur à essenceun « point chaud » peut se créer si le mélange est trop pauvre, ou la bougie trop chaude. Ce point chaud peut générer un inflammation spontanée du mélange (air/vapeur de carburant) et des cliquetis correspondant à un fonctionnement anormal du moteur et générant une baisse de rendement.

## Réacteur nucléaire
Dans un réacteur nucléaire, un « point chaud de gaine » peut se produire si le circuit de refroidissement est défecteux.

## Soudure et brasure
Tout chauffage de métal à l'aide d'un chalumeau génère un « point chaud » qui est utilisé pour effectuer la soudure ou la brasure. Ce point chaud peut être une source d'inflammation ou de brûlure de l'opérateur ou de ses vetements.